# Menja d'amor
Menja d'amor (títol original: Food of Love) és una pel·lícula germanoespanyola dirigida per Ventura Pons i estrenada l'any 2002. Ha estat doblada i subtitulada al català.

## Argument
Paul, un jove i avantatjat estudiant de música del conservatori, s'ha d'enfrontar, malgrat la seva edat, a alguns interrogants claus per madurar en la seva vida tant personal com professional. Els seus principals dubtes incumbeixen al seu veritable talent com a músic i a la seva identitat sexual.

## Repartiment
- Kevin Bishop: Paul
- Paul Rhys: Richard
- Juliet Stevenson: Pamela
- Allan Corduner: Joseph
- Craig Hill: Izzy
- Leslie Charles: Tushi
- Pamela Field: Diane
- Naim Thomas: Teddy
- Geraldine McEwan: Novotna

## Rebuda
- Premis: Millor música per a Carles Cases al Festival de cinema de Barcelona[4]
- Crítica: "Elegant, ben rodat i millor interpretat drama d'amors homosexuals (...) una segura recomanació per a espectadors intel·ligents"[5]